# Conus eucoronatus
Conus eucoronatus е вид охлюв от семейство Conidae. Видът не е застрашен от изчезване.

## Разпространение и местообитание
Разпространен е в Джибути, Еритрея, Йемен, Индия (Керала и Тамил Наду), Кения, Мозамбик, Оман, Сомалия, Танзания, Шри Ланка и Южна Африка (Квазулу-Натал).
Обитава крайбрежията и пясъчните дъна на морета и заливи. Среща се на дълбочина от 82 до 250 m, при температура на водата от 15,8 до 19,6 °C и соленост 35,4 – 35,5 ‰.

## Описание
Популацията на вида е стабилна.